# Salvatore Valitutti
Salvatore Valitutti (Bellosguardo, 30 settembre 1907 – Roma, 1º ottobre 1992) è stato un politologo e politico italiano e Ministro della Repubblica, esponente del Partito Liberale Italiano nelle cui file è stato eletto sia alla Camera che al Senato.

## Biografia

### La giovinezza e gli studi
Salvatore Valitutti nacque nel 1907 a Bellosguardo, piccolo comune dell'entroterra salernitano, da Giuseppe e Amalia Macchiaroli e fu il quinto di una famiglia numerosa, composta da ben dodici figli. Suo padre, oltre a badare alla modesta azienda agricola, esercitava il commercio del vino e dell'olio con criteri manageriali e moderni, inusuali per l'epoca se si pensa agli ostacoli da superare, per l'assoluta mancanza, in zona, di infrastrutture e mezzi per il trasporto.
Nei primi anni del Novecento, ebbe il merito insieme ad altri “pionieri”, di far conoscere ed apprezzare, su alcuni mercati nazionali ed esteri, i prodotti tipici della zona.
Quando il padre, per motivi di salute, dovette limitare la sua attività, la madre ed i figli più grandi, tra questi Antonio ed anche Salvatore, furono chiamati a sostituirlo.
Compì gli studi secondari a Salerno, dove frequentò l'antico Istituto Tecnico e fu allievo prediletto di Giovanni Cuomo, che, come egli affermava, gli «aveva insegnato a leggere Orazio». A Salerno abitò a casa del fratello Antonio (nell'attuale piazza Salvatore Valitutti), che nel frattempo aveva rilevato l'azienda paterna ampliandola grandemente. Qui fece i primi passi nella politica e manifestò simpatie per il partito repubblicano. Erano i primi anni del fascismo, all'epoca forse del delitto Matteotti, ed è probabile che in questo periodo abbia avuto delle noie con la Questura, poiché raccomandò il fratello Michele di nascondere alcuni libri che custodiva a Bellosguardo.
Alla fine degli studi secondari, lasciò Salerno per intraprendere, come lui stesso dice, il lungo viaggio «nella diletta patria italiana»: si trasferisce a Roma, dove, nel 1930, si laureerà all'Università in Scienze Politiche e Sociali.

### I primi lavori
Dopo il conseguimento della laurea, assolti gli obblighi del servizio di leva, nel 1933 si iscrisse al Partito Fascista e fu chiamato presso l'Istituto Fascista di Cultura, dove restò per alcuni anni.
Nel 1938 conseguì la libera docenza in Storia delle dottrine politiche alla Facoltà di Scienze politiche di Perugia, e nello stesso anno, poco più che trentenne, gli fu conferita la nomina di Provveditore agli Studi di Mantova.
Mantenne comunque le sue frequentazioni del paese e della famiglia d'origine, con la sola eccezione del periodo bellico, che lo vide bloccato a Perugia, al cui Provveditorato agli Studi era stato nel frattempo trasferito.

A Perugia, nel dopoguerra, avrebbe ricoperto inoltre la carica di Rettore dell'Università per Stranieri.
Nel 1940 è uno dei collaboratori del Dizionario di politica del PNF.

### Dopo la guerra
Alla fine della guerra, Valitutti fu chiamato al Ministero della Pubblica Istruzione da Guido Gonella, che ne fece il suo collaboratore. Nel 1953, sempre alla Pubblica Istruzione, fu Capo di gabinetto del Ministro liberale Gaetano Martino, periodo questo, segnato da significativi e importanti traguardi (Leggi sull'edilizia scolastica, sulle borse di studio ai capaci e meritevoli, sulla stampa giovanile e i giornali studenteschi, ecc.).
Poco dopo pubblicava la sua opera più significativa “La Rivoluzione Giovanile”, considerata una vera introduzione all'analisi della società emergente e una previsione dei moti studenteschi del 1968. Sempre nel 1953, fu sottoposto ad autorevoli sollecitazioni affinché accettasse la candidatura alla Camera dei deputati, nella lista della Democrazia Cristiana come indipendente, in qualsiasi collegio desiderasse. Ma rifiutò, per la sua ferma convinzione Liberale.
Questa scelta e la sua convinzione di candidarsi nella sua terra, anziché in collegi dove era più conosciuto, ritardarono la sua elezione a Deputato al Parlamento, dove arrivò solo nel 1963 per il PLI.
Nel 1968 però, a dimostrazione dell'estrema fragilità e inconsistenza organizzativa del Partito Liberale Italiano in provincia di Salerno, Valitutti non venne rieletto.
Nel 1972 fu eletto Senatore (fino al 1976) nel Collegio di Eboli e fu nominato Sottosegretario alla Pubblica Istruzione con il ministro Oscar Luigi Scalfaro, nel governo Andreotti-Malagodi.

### Ministro della P.I.
Nel 1979, privo di incarichi parlamentari, fu nominato ministro della Pubblica Istruzione nel I Governo Cossiga. Pur rimanendo nell'incarico pochi mesi (dall'agosto del 1979 all'aprile successivo), riuscì a riordinare il sistema universitario e avviò la revisione dei cosiddetti decreti delegati. Nel febbraio del 1980 indisse a Roma la prima Conferenza Nazionale della Scuola su Finalità, problemi e organi della partecipazione scolastica in un ordinamento democratico, che vide all'opera docenti, dirigenti amministrativi, presidi, studenti, forze politiche e sindacali.
Nel 1983, infine, fu rieletto Senatore nel primo Collegio di Roma-Parioli e fu nominato Presidente della VII Commissione per l'Istruzione del Senato, carica che ricoprì fino al 1987.

### Gli ultimi incarichi
Alla scadenza del terzo mandato parlamentare, sebbene Presidente nazionale del P.L.I. e, dal 1991, Presidente onorario, cominciò gradualmente ad allontanarsi dalla politica attiva e ad appartarsi, dedicandosi prevalentemente alla lettura e alla scrittura.
In questo periodo prestò la sua autorevole collaborazione a quasi tutti i più prestigiosi quotidiani nazionali (La Nazione, La Stampa, Il Resto del Carlino, Il Messaggero, Il Giornale, Il Tempo, ecc.), oltre a dirigere la rivista Nuovi Studi Politici, da lui fondata.
Afflitto dagli acciacchi della vecchiaia, spesso amava ripetere un detto appartenuto a Benedetto Croce, cioè che la vecchiaia aggredisce o dalle gambe, o dalla testa: poi, aggiungeva polemicamente che ad altri aveva preso dalla testa... e a lui dalle gambe.
In quest'ultimo periodo dedicò la sua attività in manifestazioni culturali ed umanitarie di grande rilievo, sia come Presidente nazionale ed internazionale della Società Dante Alighieri, sia come Vicepresidente dell'Opera Nazionale Montessori, sia come Presidente del Movimento di Collaborazione Civica, per l'educazione democratica dei giovani e sia, soprattutto, come Presidente dell'Unione Nazionale per la Lotta all'Analfabetismo (1981-1992)
La morte lo colse, forse nel sonno o di malore improvviso, nella sua casa romana, al compimento del suo ottantacinquesimo compleanno, nella notte tra il 30 settembre ed il 1º ottobre del 1992.
È sepolto nel piccolo cimitero sulla collina del suo paese, nella cappella gentilizia da lui fatta costruire, accanto alla fedelissima compagna della sua vita, Maria Bianca Pignatari, di nobili origini calabresi, ai genitori, ai fratelli e alle sorelle.

## Altre cariche ricoperte
- Provveditore agli Studi di Mantova (nominatovi da Giuseppe Bottai)
- Docente di Dottrina dello Stato presso l'Università di Roma
- Rettore dell'Università per stranieri di Perugia
- Vicepresidente dell'Opera nazionale “M.Montessori”
- Consigliere di stato
- Presidente della Società Dante Alighieri
- Sottosegretario di Stato alla Pubblica Istruzione

## Pubblicazioni
- Un elenco di pubblicazioni di Salvatore Valitutti è rinvenibile on line dal Sistema Bibliotecario Nazionale della Sardegna